# Luise zu Stolberg-Wernigerode

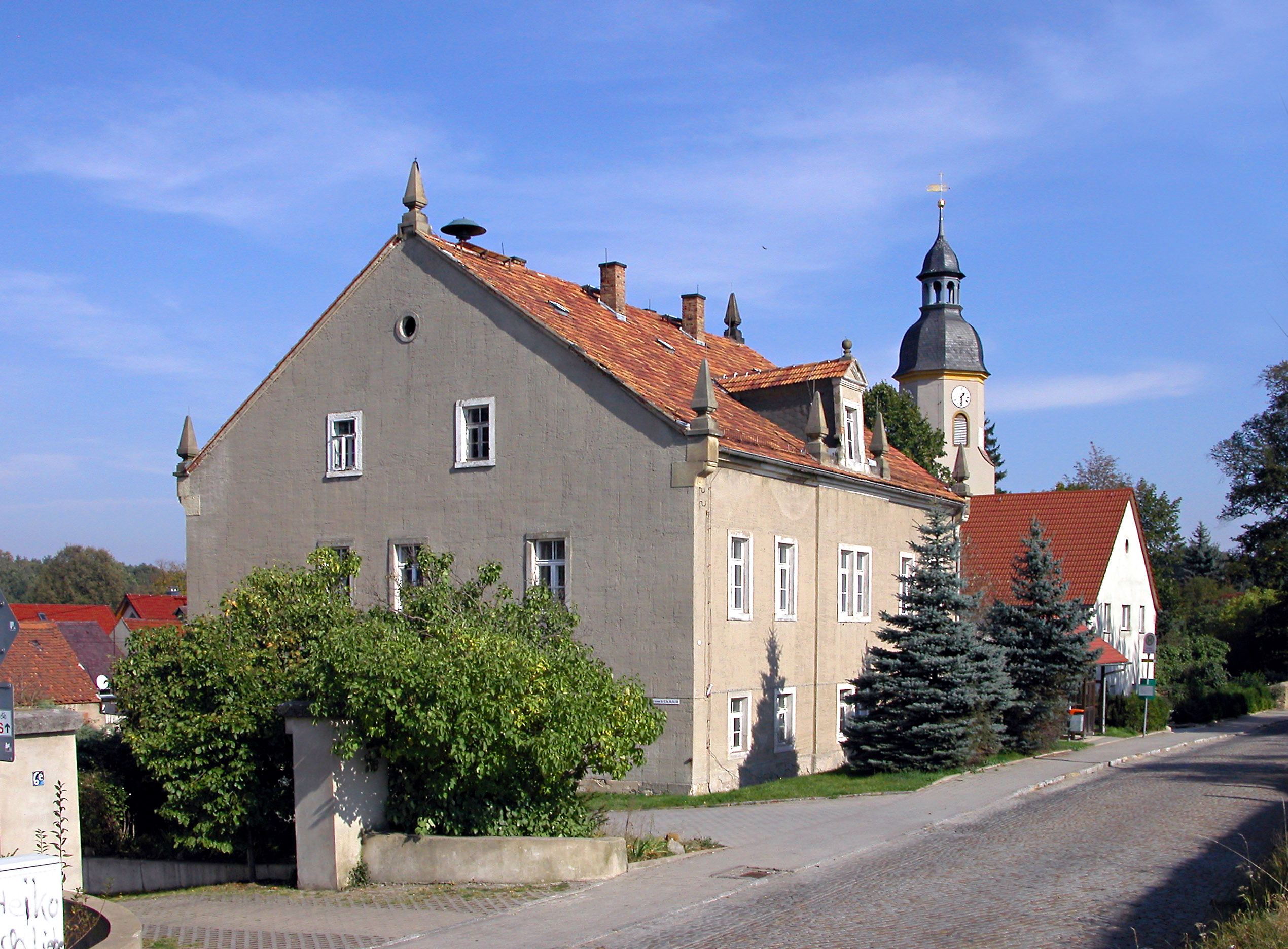
Grünberg (Ottendorf-Okrilla) Herrenhaus, hier richteten Luise und Friederike zu Stolberg-Wernigerode 1813 ein Waisenhaus ein

Gräfin Luise (zeitgenössisch: Louise) zu Stolberg-Wernigerode (* 24. November 1771 auf Schloss Wernigerode; † 8. April 1856 in Groß Krauschen) war Äbtissin des Klosters Drübeck.

## Leben
Luise war die zweitälteste Tochter des Grafen Christian Friedrich zu Stolberg-Wernigerode und dessen Frau Auguste Eleonore (geborene Gräfin zu Stolberg-Stolberg). Sie entstammte dem Harzgrafengeschlecht derer zu Stolberg. Sie war der Liebling ihrer Mutter, die ihre Erziehung nach den Grundsätzen des Philosophen Christian Fürchtegott Gellert und der Schriftstellerin Jeanne-Marie Leprince de Beaumont ausrichtete. Der Erbgraf Henrich zu Stolberg-Wernigerode war ihr jüngerer Bruder. Sie bereicherte die Familienfeiern durch Musik, Tanz und Gesang, wobei sie sich für die dichterischen Darbietungen Unterstützung durch den Dichter Johann Wilhelm Ludwig Gleim und einigen Bibliothekaren aus Halberstadt holte. Da ihr Vater als Domherr im Frühjahr und Herbst für mehrere Wochen in Halberstadt verbrachte, wohin sie ihn seit 1786 begleitete, konnte sie enge und lebenslang anhaltende Beziehungen zu den Nichten des Dichters Gleim knüpfen. Sie studierte die deutschen Dichter und war insbesondere Friedrich Gottlieb Klopstocks Werken zugeneigt. Zudem hatte sie Gelegenheit im Hause ihres Vaters weitere Persönlichkeiten, wie mit Johann Heinrich Jung-Stilling, Johann Caspar Lavater, Johann Gottfried Herder, Johann Michael Sailer sowie dem Theologen und Schulmann Johann Ludwig Ewald zu begegnen. Wiederholt unternahm sie Reisen nach Süddeutschland, in die Schweiz, nach Sachsen und Schlesien. Wie es in ihrem Elternhaus für die Mädchen üblich war führte sie ein Tagebuch.
Ihr Vater hatte Luise 1797 zur Äbtissin des Jungfrauenklosters Drübeck bestellt, wo sie bis 1800 tätig war. Im Jahr 1800 trat ihr Vetter Graf Friedrich Leopold zur römischen Kirche über und verlangte von seiner Tochter Marie Agnes (1785–1848), die mit Luises Bruder Ferdinand zu Stolberg-Wernigerode (1775–1854) verlobt war, dass die Brautleute ihm in diesem Schritt folgen sollten. Da sie, ebenso wie Ferdinand, bei ihrem Bekenntnis blieb, wurde Marie Agnes der besonderen geistlichen Obhut Luises anvertraut.
Am 21. Dezember 1807 heiratete sie auf Schloss Wernigerode Moritz Haubold von Schönberg und folgte im Mai 1809 mit der gemeinsamen Tochter Auguste ihrem Mann nach Dresden. Hier fand sie Zugang zur Familie Körner schloss Freundschaft mit Helene Marie von Kügelgen, der Frau das Malers Gerhard von Kügelgen. Zum künstlerisch-pietistischen Freundeskreis gehörte auch ihre Schwester Friederike Gräfin Dohna auf Hermsdorf. Befreundet war Luise zudem mit Juliane von Krüdener.
1813 richtete sie in ihrem Haus ein Lazarett ein, gründete 1814 Häuser für Kriegswaisen, eine Suppenküche und den ersten (christlichen) Frauenverein in Dresden (der Israelitische Frauenverein bestand bereits seit 1790). Von den drei neu gegründeten Waisenhäusern in Pirna, Grünberg bei Hermsdorf und in Dresden, war sie dir Vorsteherin des letzteren, während ihre Schwester Friederike das Heim in Grünberg leitete. Eines der Waisenkinder nahm sie zu sich.

„Ich lege dir ein gedrucktes Blatt bei, eine Rechnung über die Armenspeisung im vorigen Winter durch den Frauenverein. Diese Speisung dauerte bis Ostern, und Du wirst staunen, mit wie Wenigem dieses ausgeführt worden ist. Doch das war auch nur möglich, indem die reichen Frauen selbst in den Küchen standen und austeilten. In Altstadt war eine Küche und in Neustadt auch eine, und in jeder Küche waren sieben Frauen tätig, die sich täglich abwechselten. Die Präsidentin von Schönberg war die Seele aller Anstalten, und denke dir, diese Frau ist uns nun auch genommen durch die Trennung….“

1815 folgte sie ihrem Mann nach Merseburg, der im Juli 1815 zum ersten preußischen Präsidenten der dortigen Regierung bestimmt worden war. Hier widmete sie sich der Erziehung ihrer Tochter und dem Schreiben von Briefen. In den Jahren 1821 und 1822 reiste sie zu ihren Eltern zu Peterswaldau in Schlesien und war 1821 anwesend als ihre Mutter verstarb. 1823 erfolgte ein erneuter Umzug, da ihr Gemahl nun in Berlin eingesetzt war. Hier entwickelte sich ihr Wohnhaus schnell zu einem Mittelpunkt geistigen Lebens. Auch hier nahm sie sich der Armen an und veräußerte fast ihr gesamtes Geschmeide, um diese zu unterstützen. Doch schon 1831 zog die Familie nach Stettin um, da ihr Gemahl zum Oberpräsidenten von Pommern berufen worden war. Nach dem Rücktritt von seinen Ämtern 1835 verbrachte Luise viel Zeit in dem 1836 von ihrem Gemahl erkauften Groß-Krauschen wo sie seit 1838 ihren festen Wohnsitz hatte.
Ihre einzige Tochter Auguste (* 23. Oktober 1808 – 23. Juli 1890) heiratete am 8. Oktober 1828 Friedrich Magnus von Schlieffen, mit dem sie mehrere Kinder hatte.

## Schriften
- Tagebücher
- Briefe
- Sammlung von Lebensbeschreibungen frommer Frauen aus allen Zeiten für eine fürstliche Braut 1843.
- Lebensbeschreibungen ihrer Geschwister unter anderem zu Graf Constantin 1848.
- Das Leben der Gräfin Maria v. Bückeburg 1851
- Lebensskizzen ihrer Geschwister 1852.
- Christian Friedrich, Graf zu Stolberg-Wernigerode, und Auguste Eleonore, Gräfin zu Stolberg-Wernigerode, geb. Gräfin zu Stolberg-Stolberg. Flemming, Glogau 1858 (ein zwischen 1821 und 1831 nach Briefen und Tagebüchern ausgearbeitete Schrift, die nach ihrem Tode als Handschrift gedruckt wurde).